# Wim van 't Land
Wim van 't Land (28 maart 1962) is een voormalig Nederlands voetballer. Hij speelde in het Nederlandse betaalde voetbal voor SC Amersfoort en FC Wageningen. Beide clubs zijn uit het betaald voetbal verdwenen. In 1983 maakte van 't Land de overstap naar de amateurs van VVOP in Voorthuizen.

## Wedstrijdstatistieken
| Seizoen | Club          | Competitie     | wed. | goals |
| ------- | ------------- | -------------- | ---- | ----- |
| 1981/82 | SC Amersfoort | Eerste divisie | 13   | 8     |
| 1982/83 | SC Amersfoort | Eerste divisie | 13   | 8     |
| 1982/83 | FC Wageningen | Eerste divisie | 3    | 0     |